# 프랑수아 드 투르농

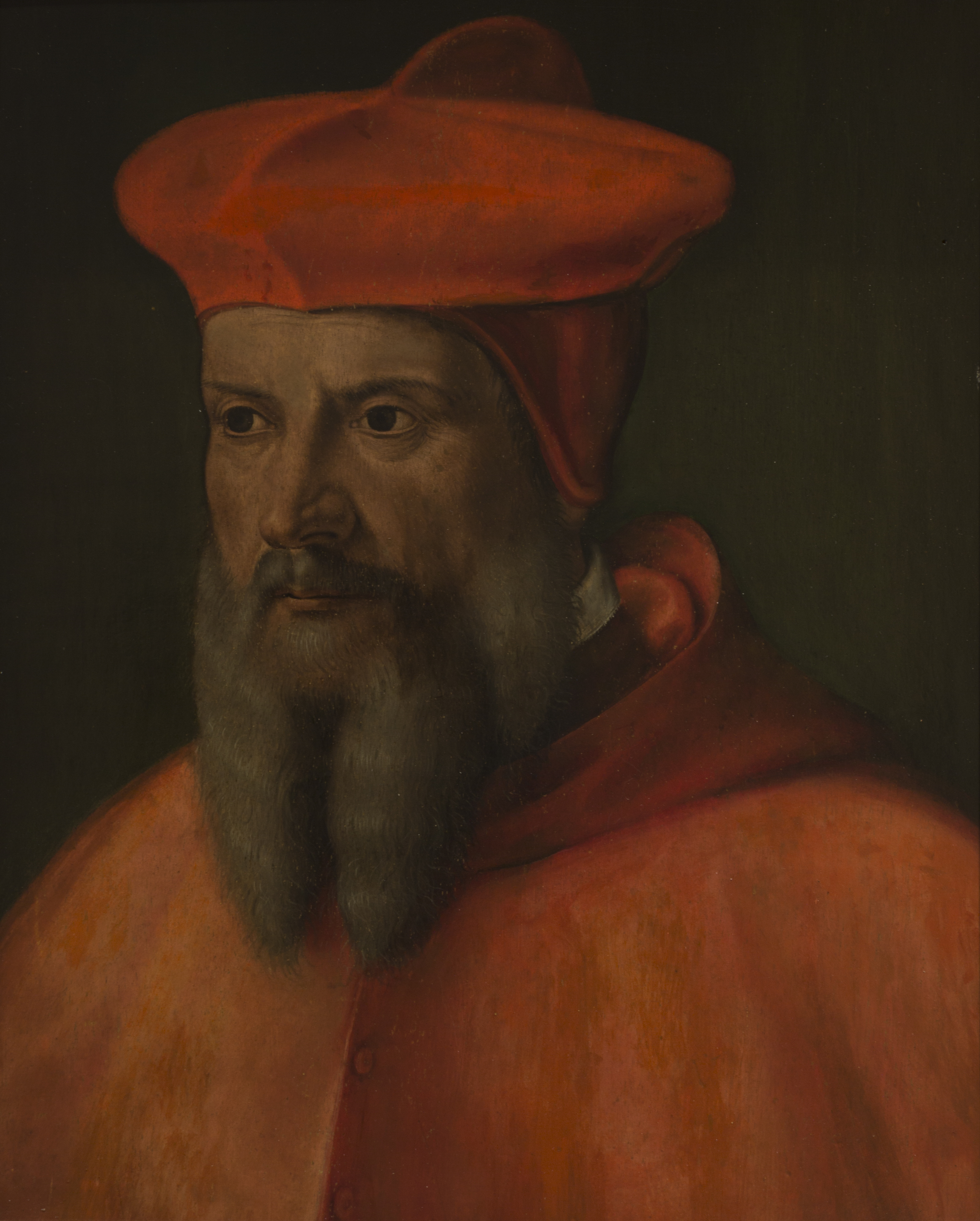
프랑수아 드 투르농 추기경

프랑수아 드 투르농(프랑스어: François de Tournon, 1489년 - 1562년)은 프랑스 가톨릭교회의 추기경이자 외교관이다. 아우구스티노회원이다. 1535년 프랑스군 총사령관으로 임명되어 프로방스와 사보이, 피에몬테에서 군사 작전을 실시하였다. 같은해 그는 투르농 대학교를 세웠으며 사실상 프랑스의 식민총독으로 군림하였다.